# Agyrtidae

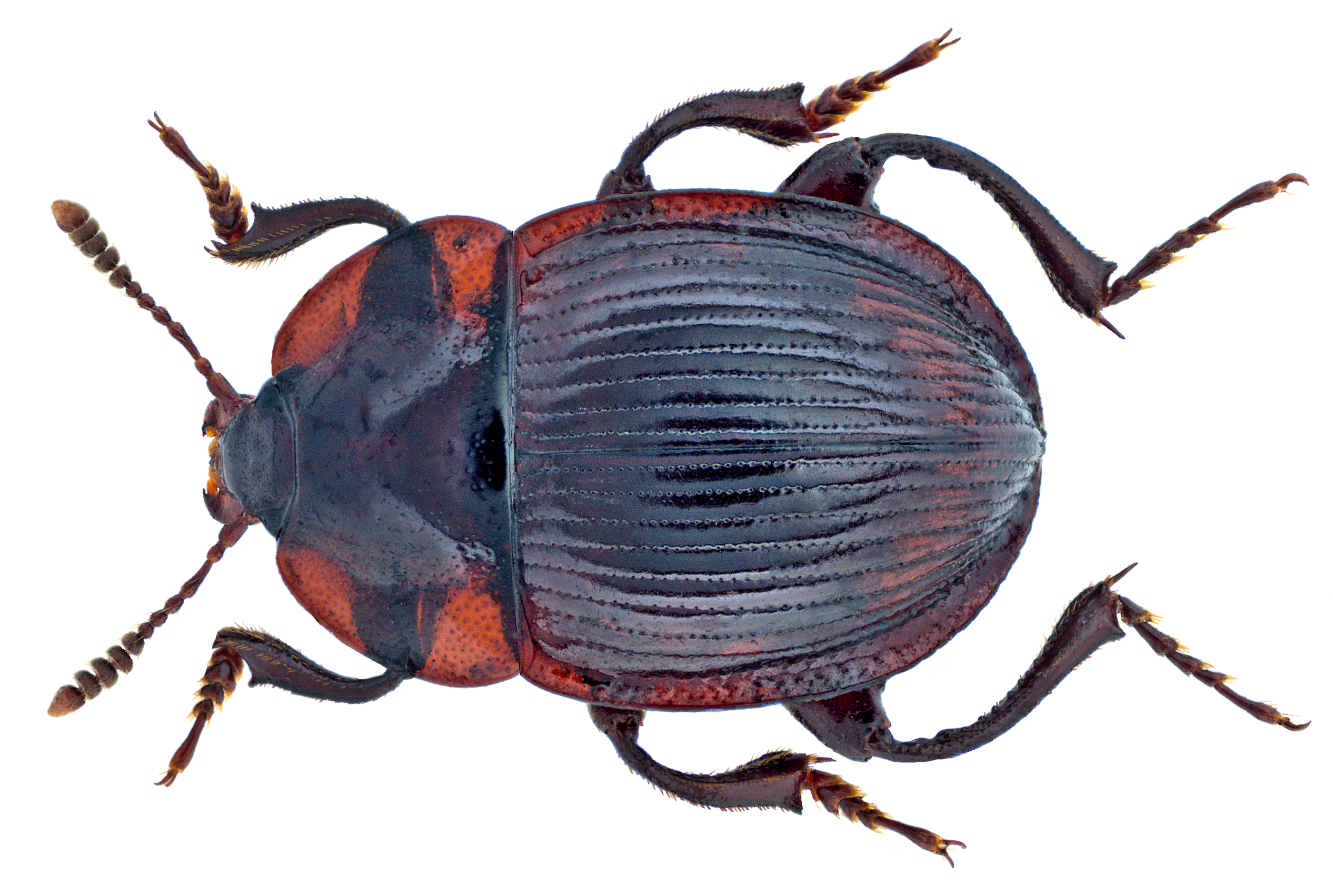
Necrophilus subterraneus

Agyrtidae es una pequeña familia de escarabajos polífagos perteneciente a la superfamilia Staphylinoidea. Se encuentran en las áreas templadas del hemisferio norte y en Nueva Zelanda. Se alimentan de materia orgánica en descomposición.

## Características
Los Agyrtidae son escarabajos pequeños o medianos (longitud 4.14 mm). Tienen por lo general un cuerpo ovalado, pero los Pterolomatinae son superficialmente similares a los escarabajos de tierra. El abdomen es visible con cinco  escleritos ventrales, cavidades proxacales internas abiertas. Las alas posteriores tienen lóbulo anal pero no bisagra radial.

## Sistemática
Actualmente, alrededor de 60 especies son conocidas. La familia se divide en tres subfamilias:
- Necrophilinae
  - Zeanecrophilus
  - Necrophilus
- Agyrtinae
  - Agyrtes
  - Ecanus
  - Ipelates
  - Lyrosoma
- Pterolomatinae
  - Apteroloma
  - Pteroloma

Hasta hace poco, las especies de esta familia se habían incluido en la familia Silphidae (como tribus Lyrosomatini y Agyrtini), pero ahora se considera más estrechamente relacionada con la familia Leiodidae.